# 넥서스 Q
넥서스 Q는 구글 넥서스 시리즈 중 엔터테이먼트 미디어 스트리밍 기기이다.

## 개요
기기는 안드로이드 4.0 아이스크림 샌드위치를 구동하며, 구글 플레이(한국에서 일부만 서비스)와 통합되어 있다. 2012년 6월에 구글이 발표하였다. 미국에서 새 제품 출시 할인가 $299 로 구매할 수 있다. 기기는 둥근 공 모양이다. 출시 행사는 구글이 사용자(미리 기기를 받아서 사용한 구글 IO 참석자)로부터 "가격에 비해 기능이 없다"는 의견을 받아서 늦춰졌다.

## 역사
넥서스 Q는 2012년 6월 27일, 2012 구글 I/O 키노트 행사때 언급되었다. 프로젝트명 텅스텐으로 알려진 기기의 초기 버전은 장사방형 모양이었다.

## 같이 보기
- 구글 TV (스마트 TV 플랫폼)
- 크롬빗